# Flávio da Silva Amado
Flávio da Silva Amado (Luanda, 20. prosinca 1979.), poznatiji samo kao Flávio je angolski umirovljeni nogometaš i sadašnji nogometni trener. Bio je član i angolske reprezentacije. Trenutno radi kao pomoćni trener u Petró Atléticu u domovini.